# Европейский маршрут E98
Европейский маршрут Е98 — европейский автомобильный маршрут категории А в Турции, соединяющий город Топбогази с турецко-сирийской границей. Длина маршрута — 64 км.
Маршрут Е98 проходит через города Кирикхан, Рейханли и Джилвегёзю.
Е98 пересекается с маршрутом E91.